# 臀斑頜鱗鰕虎
臀斑頜鱗鰕虎（学名：Gnatholepis anjerensis），又名臀斑頜鱗鰕虎魚，为鰕虎科頜鱗鰕虎魚屬下的一个种。

## 扩展阅读
- 維基物種上的相關：臀斑頜鱗鰕虎